# Serie A (2001/2002)
Serie A 2001/2002 – 100. edycja najwyższej w hierarchii klasy mistrzostw Włoch w piłce nożnej, organizowanych przez Lega Nazionale, które odbyły się od 26 sierpnia 2001 do 5 maja 2002. Mistrzem został Juventus, zdobywając swój 26.tytuł.

## Organizacja
Liczba uczestników pozostała bez zmian (18 drużyn). Torino, Piacenza, Chievo Verona i Venezia awansowali z Serie B. Rozgrywki składały się z meczów, które odbyły się systemem kołowym u siebie i na wyjeździe, w sumie 34 rund: 3 punkty przyznano za zwycięstwo i po jednym punkcie w przypadku remisu, z możliwą dogrywką, rozstrzygać sytuacje ex aequo w końcowej klasyfikacji.. Zwycięzca rozgrywek ligowych otrzymywał tytuł mistrza Włoch. Cztery ostatnie drużyny spadało bezpośrednio do Serie B.

## Drużyny
| Uczestnicy poprzedniej edycji                                                                                 | Uczestnicy poprzedniej edycji | Uczestnicy poprzedniej edycji | Uczestnicy poprzedniej edycji |
| --- | ----------------------------- | ----------------------------- | ----------------------------- |
| ROM | Roma                          | 1                             |                               |
| JUV | Juventus                      | 2                             |                               |
| LAZ | Lazio                         | 3                             |                               |
| PAR | Parma                         | 4                             |                               |
| INT | Inter Mediolan                | 5                             |                               |
| MIL | Milan                         | 6                             |                               |
| ATA | Atalanta                      | 7                             |                               |
| BRE | Brescia                       | 8                             |                               |
| FIO | Fiorentina                    | 9                             |                               |
| BOL | Bologna                       | 10                            |                               |
| PER | Perugia                       | 11                            |                               |
| UDI | Udinese                       | 12                            |                               |
| LCE | Lecce                         | 13                            |                               |
| VER | Verona                        | 14                            |                               |
| Spadek z poprzedniej edycji                                                                                   |                               |                               |                               |
| REG | Reggina                       | 15                            |                               |
| VIC | Vicenza                       | 16                            |                               |
| NAP | Napoli                        | 17                            |                               |
| BAR | Bari                          | 18                            |                               |
| Awans z Serie B 2000/2001                                                                                     |                               |                               |                               |
| TOR | Torino                        | 1                             |                               |
| PIA | Piacenza                      | 2                             |                               |
| CHV | Chievo Verona                 | 3                             |                               |
| VEN | Venezia                       | 4                             |                               |
| Oznaczenia: - kolumna pierwsza – skróty nazw drużyn, - kolumna trzecia – miejsce zajęte w poprzednim sezonie. |                               |                               |                               |

## Tabela
| Lp. | Drużyna        | M  | Z  | R  | P  | B+ | B- | +/– | Pkt | Kwalifikacja lub spadek                                       |
| --- | -------------- | -- | -- | -- | -- | -- | -- | --- | --- | ------------------------------------------------------------- |
| 1   | Juventus (C)   | 34 | 20 | 11 | 3  | 64 | 23 | +41 | 71  | Kwalifikacja do Ligi Mistrzów                                 |
| 2   | Roma           | 34 | 19 | 13 | 2  | 58 | 24 | +34 | 70  | Kwalifikacja do Ligi Mistrzów                                 |
| 3   | Inter Mediolan | 34 | 20 | 9  | 5  | 62 | 35 | +27 | 69  | Kwalifikacja do Ligi Mistrzów                                 |
| 4   | Milan          | 34 | 14 | 13 | 7  | 47 | 33 | +14 | 55  | Kwalifikacja do Ligi Mistrzów                                 |
| 5   | Chievo Verona  | 34 | 14 | 12 | 8  | 57 | 52 | +5  | 54  | Kwalifikacja do Pucharu UEFA                                  |
| 6   | Lazio          | 34 | 14 | 11 | 9  | 50 | 37 | +13 | 53  | Kwalifikacja do Pucharu UEFA                                  |
| 7   | Bologna        | 34 | 15 | 7  | 12 | 40 | 40 | 0   | 52  | Kwalifikacja do rundy III Pucharu Intertoto                   |
| 8   | Perugia        | 34 | 13 | 7  | 14 | 38 | 46 | −8  | 46  | Kwalifikacja do rundy III Pucharu Intertoto                   |
| 9   | Atalanta       | 34 | 12 | 9  | 13 | 41 | 50 | −9  | 45  |                                                               |
| 10  | Parma          | 34 | 12 | 8  | 14 | 43 | 47 | −4  | 44  | Kwalifikacja do Pucharu UEFA                                  |
| 11  | Torino         | 34 | 10 | 13 | 11 | 37 | 39 | −2  | 43  | Kwalifikacja do rundy II Pucharu Intertoto                    |
| 12  | Piacenza       | 34 | 11 | 9  | 14 | 49 | 43 | +6  | 42  |                                                               |
| 13  | Brescia        | 34 | 9  | 13 | 12 | 43 | 52 | −9  | 40  |                                                               |
| 14  | Udinese        | 34 | 11 | 7  | 16 | 41 | 52 | −11 | 40  |                                                               |
| 15  | Verona (R)     | 34 | 11 | 6  | 17 | 41 | 53 | −12 | 39  | Spadek do Serie B                                             |
| 16  | Lecce (R)      | 34 | 6  | 10 | 18 | 36 | 56 | −20 | 28  | Spadek do Serie B                                             |
| 17  | Fiorentina (D) | 34 | 5  | 7  | 22 | 29 | 63 | −34 | 22  | Degradacja do Serie C2 przez niewypłacalność finansową klubu. |
| 18  | Venezia (R)    | 34 | 3  | 9  | 22 | 30 | 61 | −31 | 18  | Spadek do Serie B                                             |

1. ↑  Parma zakwalifikowała się do Pucharu UEFA jako zdobywca Pucharu Włoch.
2. ↑  Torino zakwalifikował się do Pucharu Intertoto po rezygnacji Atalanty.
3. 1 2  Brescia została sklasyfikowana wyżej dzięki różnicy bramek w meczach bezpośrednich: Brescia 2–0 Udinese, Udinese 3–2 Brescia.
4. ↑  Fiorentina nie otrzymała licencji do Serie B (2002/2003) z powodu niewypłacalności finansowej klubu. Później została przyjęta do Lega Professionisti Serie C po ogłoszeniu upadłości.

## Wyniki
Drużyny grają ze sobą dwa razy u siebie i na wyjeździe.
| Gospodarz \ Gość | ATA | BOL | BRE | CHV | FIO | INT | JUV | LAZ | LCE | MIL | PAR | PER | PIA | ROM | TOR | UDI | VEN | VER |
| ---------------- | --- | --- | --- | --- | --- | --- | --- | --- | --- | --- | --- | --- | --- | --- | --- | --- | --- | --- |
| Atalanta         |     | 2–2 | 0–0 | 1–2 | 2–0 | 2–4 | 0–2 | 0–1 | 2–1 | 1–1 | 4–1 | 2–1 | 1–1 | 1–1 | 1–1 | 1–5 | 1–0 | 1–0 |
| Bologna          | 1–0 |     | 2–1 | 3–1 | 3–2 | 2–1 | 0–0 | 2–0 | 4–3 | 2–0 | 1–0 | 2–1 | 1–2 | 1–3 | 1–0 | 0–1 | 1–1 | 2–1 |
| Brescia          | 3–3 | 3–0 |     | 2–2 | 3–0 | 1–3 | 0–4 | 1–1 | 1–1 | 2–2 | 1–4 | 3–0 | 2–2 | 0–0 | 1–2 | 2–0 | 3–2 | 0–0 |
| Chievo Verona    | 2–1 | 2–0 | 1–1 |     | 2–2 | 2–2 | 1–3 | 3–1 | 2–1 | 1–1 | 1–0 | 2–0 | 4–2 | 0–3 | 3–0 | 1–2 | 1–1 | 2–1 |
| Fiorentina       | 3–1 | 1–1 | 1–0 | 0–2 |     | 0–1 | 1–1 | 0–1 | 1–2 | 1–1 | 1–2 | 1–3 | 1–3 | 2–2 | 0–0 | 0–0 | 3–1 | 0–2 |
| Inter Mediolan   | 1–2 | 1–0 | 2–1 | 1–2 | 2–0 |     | 2–2 | 0–0 | 2–0 | 2–4 | 2–0 | 4–1 | 3–1 | 3–1 | 0–0 | 3–2 | 2–1 | 3–0 |
| Juventus         | 3–0 | 2–1 | 5–0 | 3–2 | 2–1 | 0–0 |     | 1–1 | 3–0 | 1–0 | 3–1 | 2–0 | 2–0 | 0–2 | 3–3 | 3–0 | 4–0 | 1–0 |
| Lazio            | 2–0 | 2–2 | 5–0 | 1–1 | 3–0 | 4–2 | 1–0 |     | 1–0 | 1–1 | 0–0 | 5–0 | 1–1 | 1–5 | 0–0 | 2–0 | 4–2 | 5–4 |
| Lecce            | 0–2 | 1–0 | 1–3 | 2–3 | 4–1 | 1–2 | 0–0 | 1–2 |     | 0–1 | 1–1 | 2–3 | 0–0 | 1–1 | 1–1 | 1–2 | 2–1 | 1–1 |
| Milan            | 0–0 | 0–0 | 0–0 | 3–2 | 5–2 | 0–1 | 1–1 | 2–0 | 3–0 |     | 3–1 | 1–1 | 0–0 | 0–0 | 2–1 | 2–3 | 1–1 | 2–1 |
| Parma            | 1–1 | 2–1 | 1–0 | 0–0 | 2–0 | 2–2 | 1–0 | 1–0 | 1–1 | 0–1 |     | 2–1 | 2–2 | 1–2 | 0–1 | 2–0 | 2–1 | 2–2 |
| Perugia          | 2–0 | 1–0 | 1–1 | 2–2 | 2–0 | 0–2 | 0–4 | 0–0 | 2–1 | 3–1 | 2–1 |     | 1–0 | 0–0 | 2–0 | 1–2 | 2–0 | 3–1 |
| Piacenza         | 1–2 | 2–0 | 0–1 | 2–2 | 3–0 | 2–3 | 0–1 | 1–0 | 1–2 | 0–1 | 2–3 | 2–0 |     | 2–0 | 3–1 | 1–2 | 5–0 | 3–0 |
| Roma             | 3–1 | 3–1 | 0–0 | 5–0 | 2–1 | 0–0 | 0–0 | 2–0 | 5–1 | 1–0 | 3–1 | 1–0 | 2–0 |     | 1–0 | 1–1 | 1–0 | 3–2 |
| Torino           | 1–2 | 1–1 | 1–3 | 2–2 | 1–0 | 0–1 | 2–2 | 1–0 | 1–1 | 1–0 | 1–0 | 1–0 | 1–1 | 0–1 |     | 3–1 | 1–2 | 5–1 |
| Udinese          | 1–2 | 0–1 | 3–2 | 1–2 | 1–2 | 1–1 | 0–2 | 1–4 | 0–1 | 1–2 | 3–2 | 0–0 | 1–1 | 1–1 | 2–2 |     | 1–0 | 2–1 |
| Venezia          | 0–1 | 0–1 | 1–2 | 0–0 | 2–0 | 1–1 | 1–2 | 0–0 | 1–1 | 1–4 | 3–4 | 0–2 | 2–3 | 2–2 | 1–1 | 2–1 |     | 0–1 |
| Verona           | 3–1 | 0–1 | 2–0 | 3–2 | 1–2 | 0–3 | 2–2 | 3–1 | 2–1 | 1–2 | 1–0 | 1–1 | 1–0 | 1–1 | 0–1 | 1–0 | 1–0 |     |

## Najlepsi strzelcy
| Bramki | Strzelcy             | Drużyna        |
| ------ | -------------------- | -------------- |
| 24     | David Trezeguet      | Juventus       |
| 24 (6) | Dario Hübner         | Piacenza       |
| 22 (4) | Christian Vieri      | Inter Mediolan |
| 20 (1) | Marco Di Vaio        | Parma          |
| 18 (4) | Filippo Maniero      | Venezia        |
| 16 (3) | Cristiano Doni       | Atalanta       |
| 16 (4) | Alessandro Del Piero | Juventus       |
| 14 (3) | Andrij Szewczenko    | Milan          |
| 14 (6) | Roberto Muzzi        | Udinese        |
| 13     | Massimo Marazzina    | Chievo Verona  |
| 13     | Luca Toni            | Brescia        |
| 13 (2) | Hernán Crespo        | Lazio          |
| 13 (3) | Vincenzo Montella    | Roma           |

## Skład mistrzów
| Zwycięzca Serie A 2001/02 |
| ------------------------- |
| Juventus 26 Tytuł         |

| formacja | Piłkarz (liczba meczów)   |
| --- | ------------------------- |
| Buffon Thuram Ferrara Iuliano Pessotto Zambrotta Tacchinardi Davids Nedvěd Trezeguet Del Piero | Gianluigi Buffon (34)     |
| Buffon Thuram Ferrara Iuliano Pessotto Zambrotta Tacchinardi Davids Nedvěd Trezeguet Del Piero | Lilian Thuram (30)        |
| Buffon Thuram Ferrara Iuliano Pessotto Zambrotta Tacchinardi Davids Nedvěd Trezeguet Del Piero | Ciro Ferrara (22)         |
| Buffon Thuram Ferrara Iuliano Pessotto Zambrotta Tacchinardi Davids Nedvěd Trezeguet Del Piero | Mark Iuliano (27)         |
| Buffon Thuram Ferrara Iuliano Pessotto Zambrotta Tacchinardi Davids Nedvěd Trezeguet Del Piero | Gianluca Pessotto (29)    |
| Buffon Thuram Ferrara Iuliano Pessotto Zambrotta Tacchinardi Davids Nedvěd Trezeguet Del Piero | Gianluca Zambrotta (32)   |
| Buffon Thuram Ferrara Iuliano Pessotto Zambrotta Tacchinardi Davids Nedvěd Trezeguet Del Piero | Alessio Tacchinardi (28)  |
| Buffon Thuram Ferrara Iuliano Pessotto Zambrotta Tacchinardi Davids Nedvěd Trezeguet Del Piero | Edgar Davids (28)         |
| Buffon Thuram Ferrara Iuliano Pessotto Zambrotta Tacchinardi Davids Nedvěd Trezeguet Del Piero | Pavel Nedvěd (32)         |
| Buffon Thuram Ferrara Iuliano Pessotto Zambrotta Tacchinardi Davids Nedvěd Trezeguet Del Piero | David Trezeguet (34)      |
| Buffon Thuram Ferrara Iuliano Pessotto Zambrotta Tacchinardi Davids Nedvěd Trezeguet Del Piero | Alessandro Del Piero (32) |
| Buffon Thuram Ferrara Iuliano Pessotto Zambrotta Tacchinardi Davids Nedvěd Trezeguet Del Piero | Trener: Marcello Lippi    |
| Pozostałe piłkarze: Cristian Zenoni (24), Antonio Conte (20), Enzo Maresca (16), Paolo Montero (16), Igor Tudor (14), Marcelo Zalayeta (11), Alessandro Birindelli (10), Michele Paramatti (10), Nicola Amoruso (9), Marcelo Salas (7), Fabián O'Neill (4). |                           |